# لوکاس برسکو
لوکاس برسکو (انگلیسی: Lucas Bracco؛ زادهٔ ۱۱ اکتبر ۱۹۹۶) بازیکن فوتبال اهل آرژانتین است.
از باشگاه‌هایی که در آن بازی کرده‌است می‌توان به باشگاه فوتبال روساریو سنترال اشاره کرد.